# Tipus de música al cinema
En un projecte audiovisual, el so encarna moltes funcions, totes i cadascuna d'elles ens faran sentir d'una forma diferent mentre visualitzem la pel·lícula. Algunes d'una forma més evident i algunes altres més subtil.

## Origen de la música al cinema
La música en el cinema té els seus orígens al cinema primitiu mut. Des dels seus inicis, les pel·lícules s’acompanyaven de música interpretada en directe o reproduïda amb mitjans fonogràfics. Acostumaven a contractar-se pianistes, però algunes sales cinematogràfiques comptaven amb una orquestra simfònica o un cor, que se situaven darrere la pantalla. Aviat van aparèixer els organistes, que disposaven d’un instrument amb diverses possibilitats acústiques. Grand Sinfonium Orchestral podia imitar el piano, l’orgue, la cítara, l’arpa i la guitarra.
Com el comentarista, la música acompanyava la projecció, però la seva funció principal no era exclusivament la de melodia d’ambient. Per una banda, la música s’usava per combatre la contaminació acústica que es produïa a l'exterior, entre el públic —que solia conversar o bé llegir els intertítols en veu alta—, i per apaivagar el soroll del projector. Per l’altra, era una eina de discurs que pretenia emfatitzar el relat visual. Es feien servir ritmes ràpids per les persecucions, sons greus pels moments misteriosos i melodies romàntiques per les escenes d’amor. L’acompanyament musical també era comú durant els rodatges per tal d’ambientar i donar més dinamisme a les situacions que es representaven.
Les melodies eren improvisades, malgrat que de vegades es recorria a partitures de música clàssica o del repertori teatral. Tanmateix, l’èxit del cinema provocà la catalogació de melodies que començaren a emprar-se habitualment. Això s’anomenà música de photoplay. Finalment, amb la necessitat compositiva per a fins expressius, van començar-se a compondre’s bandes sonores originals. El 1908, el compositor Camille Saint-Saëns va compondre la primera banda sonora per L'assassinat del duc de Guisa. El 1915 s’estrenà El Naixement d’una Nació amb la banda sonora original composta per Joseph Carl Breil.
Es desconeixen moltes melodies que acompanyaven a films de l’època muda i que varen compondre’s expressament per determinades pel·lícules.

## Música objectiva o diegètica
És la melodia i so que ja està inclosa dins la gravació o que simula ser-ho, els personatges que apareixen en les escenes amb música diegètica de fons són capaços de percebre-la i es pot veure d'on prové la font de so. D'aquesta manera, l'espectador pot posar-se en la pell dels personatges amb més facilitat, ja que el fet que la música simuli estar sonant in situ, afavoreix a l'empatia d'aquest.

## Música extradiegètica o extraobjectiva
És un tipus de música que parteix de la base de la diegètica, és a dir, és qualsevol classe de música que simula estar en el lloc on s'està duent a terme. La gran diferència entre aquest tipus de música i la diegètica és que l'extradiegètica no mostra en el pla de l'escena la font d'on prové el so, sinó que ho deixa en la deducció de l'espectador (és un tipus de música molt comuna en el cinema).

## Música incidental o subjectiva

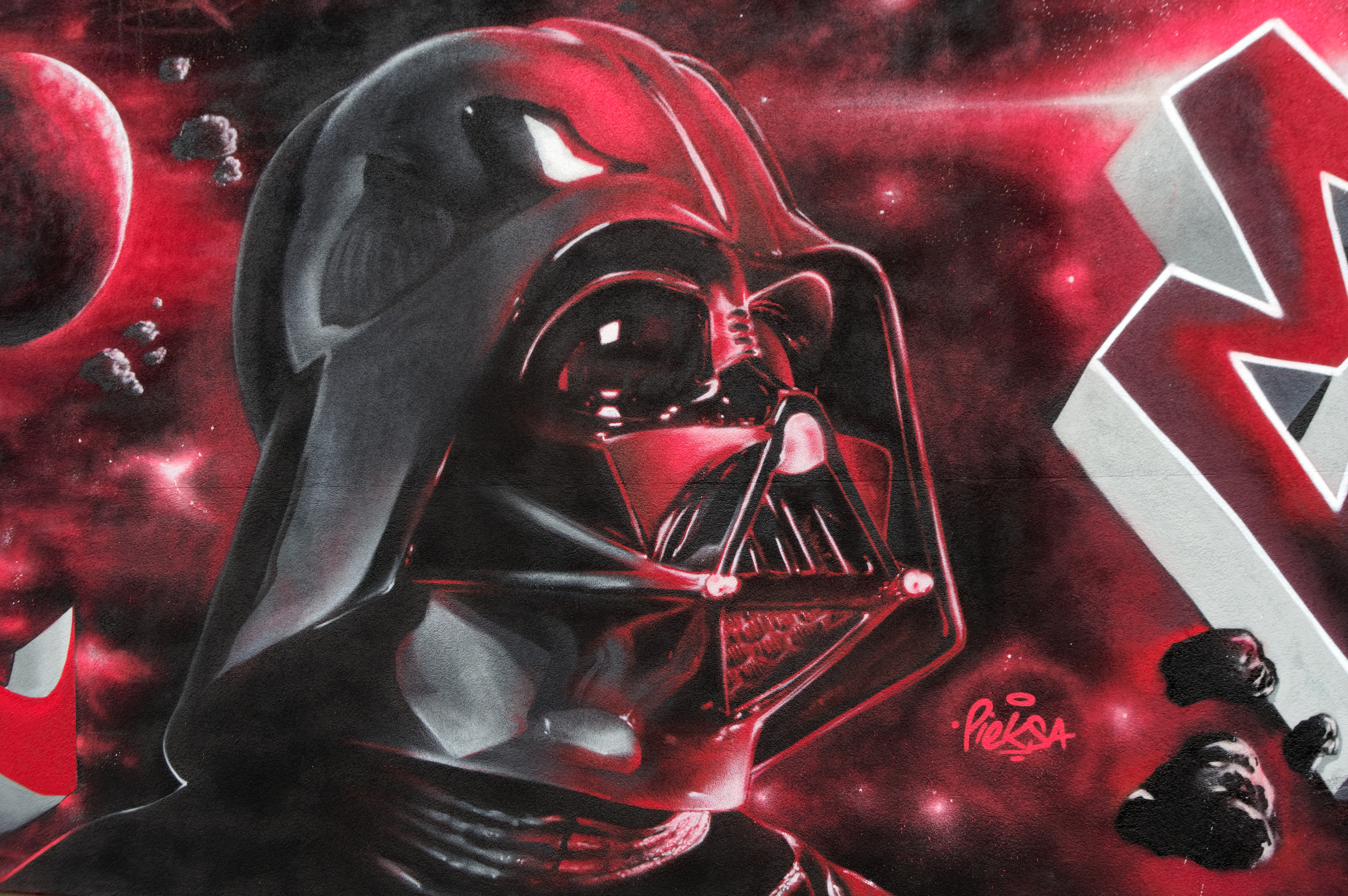
Darth Vader, l'emblemàtic antagonista de la saga Star Wars, cada vegada que apareixia el seu rostre a la pantalla o es volia indicar que estava proper a ella, sonava la marxa imperial, el leitmotiv de Vader.

Són tot el conjunt de música i sons que apareixen en un film, que, a diferència de la música diegètica, aquesta no pretén simular estar inclosa dins la gravació ni que sigui perceptible pels personatges. Serveix per enllaçar diverses escenes que es puguin trobar en un espaitemps diferent, per advertir d'un esdeveniment que la imatge encara no ha captat, o senzillament per donar-li ambient a l'escena. Al ser un model amb tantes possibilitats, la música subjectiva es divideix amb diverses funcions.

### Leitmotiv
Prové de la llengua Alemanya i significa un element que es reitera diverses vegades i que ressalta entre la resta d'elements. Cinematogràficament parlant, el leitmotiv és aquella composició musical que apareix periòdicament, que té la funció de conduir diverses escenes o dotar-les amb una melodia concreta. Les seves característiques concretes depenen del context de l'obra, però sovint serveix per atribuir una melodia amb poca complexitat auditiva (que té poques notes musicals) a un personatge, expressió, situació o localització. El leitmotiv mostra la consciència del personatge, ens ajuda a entendre els seus pensaments i el seu origen.

Un altre clar exemple d'un leitmotiv el trobem a la pel·lícula Jaws estrenada a 1975 i dirigida per Steven Spielberg. Just abans d'aparèixer el famós tauró que espantava a tothom, sonava la banda sonora oficial del llargmetratge que l'identificava amb aquest animal i l'horror que generava.

### Informativa
Són totes aquelles músiques (tan instrumentals com amb lletra) que ens descriuen la situació que s'està donant en un determinat context i localització. Ens ajuda a donar-li una unitat de sentit a l'escena junt amb la imatge que, depenent de com vulguem definir aquell element, haurem d'adoptar una determinada manera d'introduir la música.

### Mickey Mousing
És una tècnica cinematogràfica que sincronitza la música que l'acompanya amb les accions en pantalla. Va ser molt popular (i ho segueix sent) en les pel·lícules d'animació, sobretot quan aquestes mancaven de diàleg. Per compensar la falta de parla, afegien tot un aplec de sons i sorolls molt expressius per comprendre la trama dels personatges i els passava al seu voltant. El seu nom prové del personatge Mickey Mouse, ja que va ser un dels primers personatges animats en adoptar la tècnica.

### Contextualització històrica
Serveix per situar-nos a l'època històrica on s'està duent a terme la trama principal. D'aquesta manera, l'espectador pot contextualitzar-se millor i empatitzar més amb els personatges i les costums de l'època. Per exemple, Maleits malparits (pel·lícula estrenada al 2009 dirigida per Quentin Tarantino) ens situa a l'Alemanya nazi, concretament en una determinada escena, els principals dirigents de les SS es troben a un bar on està sonant la música aprovada pel règim per contextualitzar l'època.

### Contextualització geogràfica
Ajuda a reflectir la cultura i tradició d'un determinat lloc per entendre millor els personatges i l'entorn que es mostren en l'escena. Per exemple, Indiana Jones i el temple maleït, pel·lícula estrenada al 1984 dirigida per Steven Spielberg. Ens situa a una zona Índia on les tradicions i cultura son molt diferents a les de Europa occidental, i com a tal, la música que hi haurà en ella serà diferent, així contextualitzant la zona geogràfica on es troben.

### Transitòria
La seva funció consisteix en enllaçar fragments que no estan connectats en la mateixa escena de la pel·lícula. Serveix per passar d'un espai o temps a un altre. Depenent del que es vulgui transmetre durant la transició entre les dues escenes, la música adoptarà una forma o altra. Sovint entre les dues escenes hi ha un pla de la localització general abans d'entrar in situ del lloc corresponent.

### Funció psicològica
S'encarrega d'emfatitzar i maximitzar els sentiments i psicologia del personatge protagonista de l'escena. D'aquesta manera l'espectador pot posar-se en la seva pell i percebre l'escena com si realment estigués dins el metratge. Per exemple, la pel·lícula ”El silencio dels anyells”, publicada el 1991 i dirigida per Jonathan Demme ens porta a una escena on l'antagonista es menja a sang freda un guàrdia que l'havia portat el sopar aprofitant una distracció. La música de fons, amb un volum elevat i harmonies fosques, ens vol mostrar la crueltat del personatge.

### Música com a censura
La música com a censura s'utilitza quan els sons que apareixen serveixen per sobreexposar-se als originals perquè, o bé les ones de so que apareixen són irrellevants per a la trama o al contrari, s'elimina el so per emfatitzar en les accions dels personatges. Aquesta tècnica és una altra forma de demostrar que la música pot substituir sentiments que se solen expressar mitjançant el diàleg entre personatges.